# Baumhauerite
La baumhauerite (simbolo IMA: Bha) è un minerale raro del gruppo della sartorite appartenente alla classe dei minerali dei "solfuri e solfosali" con composizione chimica Pb12As16S36 e quindi, da un punto di vista chimico, è un solfuro di piombo-arsenico complesso. Strutturalmente, la baumhauerite appartiene ai solfosali.

## Etimologia e storia
La baumhauerite fu scoperta per la prima volta nella miniera di "Lengenbach" nella valle di Binn (Canton Vallese, Svizzera) e descritta per la prima volta nel 1902 da R H. Solly, che chiamò il minerale in onore di Heinrich Adolph Baumhauer (1848-1926), professore di mineralogia all'Università di Friburgo (Svizzera).
Il campione tipo del minerale è esposto al Museo nazionale di storia naturale di Francia a Parigi con il numero di catalogo 104.100 e nel Museo di Storia Naturale di Londra con il numero di catalogo BM 1926,1654.

## Classificazione
Nella Sistematica dei lapis (Lapis-Systematik) di Stefan Weiß il minerale si trova nella classe dei "solfuri e solfosali" e nella sottoclasse dei "solfosali (S : As,Sb,Bi = x)"; questa viene ulteriormente suddivisa e la baumhauerite viene posta nella sezione dei "solfosali di piombo con As/Sb (x= 2,3 - 1,8)", dove insieme ad argentobaumhauerite, bernarlottiite e robinsonite forma il sistema nº II/E.24.
La nona edizione della sistematica dei minerali di Strunz, in vigore dal 2001 e aggiornata l'ultima volta dall'Associazione Mineralogica Internazionale (IMA) nel 2009, elenca la baumhauerite nella classe "2. Solfuri e solfosali" e da lì nella sottoclasse "2.H Solfosali di archetipo SnS"; questa viene ulteriormente suddivisa in base alla presenza di certi metalli nella composizione, in modo da trovare il minerale nella sezione "2.HC Con solo Pb" dove insieme ad argentobaumhauerite, boscardinite e baumhauerite II (minerale in attesa di approvazione da parte dell'IMA e considerato questionable) forma il sistema nº 2.HC.05.b, classificazione che viene mantenuta anche nell'edizione successiva, proseguita dal database "mindat.org".
Anche la classificazione dei minerali secondo Dana, che viene utilizzata principalmente nel mondo anglosassone, classifica la baumhauerite nella classe dei "solfuri e solfosali" e lì nella sottoclasse dei "solfosali"; la si può trovare insieme all'argentobaumhauerite nel gruppo senza nome 03.06.13 all'interno della suddivisione dei "solfosali con il rapporto 2,0 < z/y < 2,49 e la composizione (A+)i(A2+)j[ByCz], A = metalli, B = semimetalli, C = non metalli".

## Abito cristallino
La baumhauerite cristallizza nel sistema triclino con il gruppo spaziale P1 (gruppo nº 2) con i parametri del reticolo a = 22,80 Å, b = 8,36 Å, c = 7,89 Å, α = 90°, β = 97,3° e γ = 89,9° oltre a 4 unità di formula per cella unitaria.

## Caratteristiche chimico-fisiche
- Peso molecolare = 1209, 88 grammomolecole[7]
- Indice fermioni: 0,11[7]
- Indice bosoni: 0,89[7]
- Indici fotoelettricità[7]:
  - PE = 933,98 barn/elettroni
  - ρ densità elettrini = 4295,59 barn/cc
- GRapi = 0 (non radioattiva)[7]

## Origine e giacitura
La baumhauerite si forma idrotermalmente nella roccia dolomitica. Oltre alla dolomite e all'argentobaumhauerite, sono presenti anche come minerali di accompagnamento vari solfo-arsenuri di piombo, pirite e realgar.
Essendo una rara formazione mineraria, la baumhauerite è stata rilevata solo in pochi siti. Tra di essi la località tipo, la cava di Lengenbach nella valle di Binn che è l'unico sito noto in Svizzera ed è noto nell'ambiente anche per i suoi ricchi ritrovamenti di cristalli ben formati fino a 2,5 cm di diametro.
Altri luoghi di ritrovamento sono: Scheffau am Tennengebirge (Austria); Certeju de Sus (Romania); lo shahrestān di Takab (Iran); la regione di Batken (Kirghizistan); le contee di San Juan (in Colorado), di Sussex (a Ogdensburg, nel New Jersey) e di Blair (in Pennsylvania), tutte negli Stati Uniti; nel distretto di Oyón (Perù); nella prefettura di Aomori (Giappone); nella contea di Hastings e nel distretto di Thunder Bay (entrambi nell'Ontario, Canada); nella Pastoral Unincorporated Area (Australia).

## Forma in cui si presenta in natura
La baumhauerite sviluppa cristalli corti da prismatici a tabulari, striati e talvolta arrotondati fino a circa 2,5 cm di dimensione, ma generalmente le misure si attestano a circa 3-4 millimetri.. Il minerale è opaco in qualsiasi forma e mostra una forte lucentezza metallica sulle superfici dei campioni, che hanno colore dal grigio piombo al grigio acciaio quando sono freschi. Dopo un po' di tempo in aria, tuttavia, la baumhauerite può ossidare, mostrando iridescenza sulle superfici, che appaiono bianche con riflessi interni rosso intenso al microscopio a luce riflessa. Il colore del suo striscio è color marrone cioccolato.